# Gerd Bedszent
Gerd Bedszent (* 1958 in Nordhausen) ist ein deutscher Journalist und Schriftsteller.

## Leben
Gerd Bedszent erlernte zunächst den Beruf eines Baustoffprüfers, studierte dann Bauingenieurwesen und Betriebswirtschaft. Er arbeitete viele Jahre im Verkehrsbau, bis er dann in die Journalistik wechselte.
In der späten DDR war er ein Mitglied der Initiative für eine Vereinigte Linke (VL), wie aus diversen Beiträgen im Zirkular Vau-elL hervorgeht, die aus den Jahren 1990 bis 1992 datieren. Nach deren Zerfall engagierte er sich zunächst in verschiedenen außerparlamentarischen Initiativen. Ab Mitte der 1990er Jahre engagierte er sich im Rahmen der Krisis-Gruppe. 2004 verließ er den Zusammenhang und schloss sich der damals neugegründeten Exit!-Gruppe an.
Bedszent verfasste mehrere Prosawerke und ist Herausgeber einer Buchreihe mit dramatischen Texten im Rahmen der Trafo-Verlagsgruppe. Zusammen mit der Schriftstellerin Katrin Lange verfasste er mehrere Theaterstücke. Er ist Redakteur der Vierteljahreszeitschrift BIG Business Crime, schreibt regelmäßig für die Tageszeitung "junge Welt" und für die Zweiwochenzeitschrift Ossietzky sowie gelegentlich für das "Neue Deutschland" und die Wochenzeitschrift "Der Freitag".
Bedszent gehörte im März 2018 zu den Erstunterzeichnern einer Erklärung, in der sich Schriftsteller und andere Kulturschaffende mit allen Menschen solidarisieren, die "vor Krieg, Verfolgung und Armut in unsrem Land Zuflucht suchen".
Gerd Bedszent ist Mitglied im Verband Deutscher Schriftsteller  und war vom Mai 2018 bis Juni 2022 Beisitzer im Vorstand des Berliner Landesverbandes (VS Berlin). Er ist verheiratet und lebt in Berlin.

## Schriften

### Belletristik
- Meuterei vor Troja, historischer Roman, Trafo Verlag, 2005
- Jenseits der Cherubim, phantastische Erzählungen, Trafo Verlag, 2006
- Dark Hole, Science Fiction Erzählung, Edition TES, 2010
- Der einsame Kobold und andere Geschichten, Kinderbuch, Trafo Verlag, 2011
- Im Auge des Chaac, Abenteuererzählung, Edition TES, 2012
- Finklbergs Plan, Science Fiction Erzählung, in: Gerd-Michael Rose (Hg.) Heimkehr - Thüringen morgen und übermorgen, Edition TES + Ringelberg Verlag, 2015
- Spuren im Wasser und andere Erzählungen, phantastische Erzählungen, Trafo Verlag, 2020

### Wissenschaft
- Arbeitskult und Wirklichkeit, Essay, in: Kurz/Trenkle/Lohoff (Hg.) Feierabend! Elf Attacken gegen die Arbeit, Konkret Literatur Verlag, 1999
- Utopia in Warenform, Rezension, in: Exit! Nr. 4, Horlemann Verlag, 2007
- Grüner Malthus, Rezension, in: Exit! Nr. 6, Horlemann Verlag, 2009
- 42 Jahre Volks-Dschamarija, Essay, in: Fritz Edlinger (Hg.) Libyen, Hintergründe, Analysen, Berichte, Promedia Verlag, 2011
- Malthus reloaded, Rezension, in: Exit! Nr. 9, Horlemann Verlag, 2012
- Unter Geiern, Rezension, in: Exit! Nr. 10, Horlemann Verlag, 2012
- Zusammenbruch der Peripherie, Sammelband, Horlemann Verlag, 2014
- Ein altes/neues Gespenst geht um, Rezension, in: Exit! Nr. 12, Horlemann Verlag, 2014
- Hunger, Rezension, in: Exit! Nr. 12, Horlemann Verlag, 2014
- Nigeria – vom Ölparadies zum zerbrechenden Staat, Essay, in: Exit! Nr. 13, Horlemann Verlag, 2016
- Planet der Überflüssigen, Rezension, in: Exit! Nr. 13, Horlemann Verlag, 2016
- Oligarchie als Erscheinungsform erodierender Staatsmacht, Essay, in: Exit! Nr. 14, Horlemann Verlag, 2017
- Wirtschaftsverbrechen und andere Kleinigkeiten, Sammelband, Nomen Verlag, 2017
- Staatsgewalt vom Beginn der Neuzeit bis heute, Essay, in: Exit! Nr. 16, zu Klampen Verlag, 2019
- Vom Marsch in die Barbarei oder Der Osten als Buhmann, Essay, in: Exit! Nr. 17, zu Klampen Verlag, 2020
- Corona-Regime: Virusinfektion und Krisenverwaltung, Essay, in: Andreas Urban (Hg.) Schwerer Verlauf. Corona als Krisensymptom, Promedia Verlag, 2023
- Krieg - eine Geschichte ohne Ende, Sachbuch, Trafo Verlag, 2025